# Tacitus római császár
Marcus Claudius Tacitus, általánosan elterjedt néven Tacitus császár (Interamna, 200 körül – Tyana, 276 júniusa) a Római Birodalom császára 275. szeptember 25-étől 276 júniusáig, a Terni nemzetség leszármazottja, akik Umbria tartományban éltek. Ő volt az utolsó uralkodó, akit a senatus tett trónra.

## Megválasztása
275 őszén Aurelianus császárt meggyilkolták, akkor a hadsereg vezérkara kéréssel fordult a senatushoz, hogy mielőbb válasszanak meg egy új császárt, akinek nemesi származásúnak kell lennie. A testület több hónapig húzta-halasztotta a döntést, mire a már 70 éves Tacitusra esett a választásuk, akit a hadsereg is elismert. Tacitus gazdag, ősi családból származott, élete során már kétszer is volt consul, így általános megbecsültségnek örvendett. Megválasztása után rögtön folytatni kívánta Aurelianus császár keleti hadjáratát, háborút viselt a gótok ellen, Pontus provinciában harcolt az alánokkal. Féltestvére, Florianus győzelmet aratott a gót, alán, herul törzsek fölött. Az idős Tacitustól a hadsereg azonban elfordult és 276-ban a kappadókiai Tyana városában merénylet áldozata lett.

## Külső hivatkozások
- Historia Augusta, Vita Taciti

A Historia Augusta angol nyelven
- Eutropius, Breviarium ab urbe condita, ix. 16

"…akkor Tacitus került a trónra; aki erkölcsös volt, és jól kormányozta a birodalmat…"
A Breviarium ab Urbe Condita angol nyelven
- De Imperatoribus Romanis – a római császárok modern nézőpontból, angol nyelven